# Encyclia xerophytica
Encyclia xerophytica är en orkidéart som beskrevs av Guido Frederico João Pabst. Encyclia xerophytica ingår i släktet Encyclia och familjen orkidéer. Inga underarter finns listade i Catalogue of Life.